# Христо Атанасов (Диканя)
Вижте пояснителната страница за други личности с името Христо Атанасов.
Христо Тодоров Атанасов, наречен Радомирчето, е български революционер, деец на Вътрешната македоно-одринска революционна организация.

## Биография
Атанасов е роден в радомирското село Диканя (Горна или Долна Диканя) в 1877 година. Завършва основно образование и работи в София, където става член на ВМОРО. В края на 1904 година заминава за Велешко с четата на Иван Наумов Алябака. До края на 1906 година е четник, а в началото на 1907 година става помощник на битолския районен войвода Димче Сарванов. За район на действие има полските села в Пелагония от лявата река Черна и се движи с 8 четници. През декември 1907 година е заловен, осъден на смърт и обесен през март 1908 година в Битоля.